# Cantiamo insieme
Cantiamo insieme (トラップ一家物語?, Torappu ikka monogatari, lett. "La storia della famiglia Trapp") è un anime giapponese del 1991, trasposizione del romanzo autobiografico del 1949 La famiglia Trapp (The Story of the Trapp Family Singers) di Maria Augusta Trapp. Dallo stesso romanzo sono stati tratti anche il musical The Sound of Music di Richard Rodgers e Oscar Hammerstein II e il celebre film musicale Tutti insieme appassionatamente (The Sound of Music) del 1965 di Robert Wise.
La serie fa parte del progetto World Masterpiece Theater (Sekai Meisaku Gekijo) della Nippon Animation ed è stata trasmessa in Giappone dal network Fuji TV a partire da gennaio 1991 e in Italia dalle reti Fininvest nel 1994.

## Trama
(Georg von Trapp, ep. 32)
Austria, 1936. Maria Kutschala è una ragazza diciottenne con alle spalle una difficile infanzia di maltrattamenti; dopo aver frequentato le scuole superiori, capisce che la sua vocazione è di diventare suora, e si reca pertanto a Salisburgo presso il convento di Nonnberg per iniziare il noviziato.
Suor Dolores, responsabile del progresso spirituale della novizia e la Madre Superiora però si rendono conto ben presto che forse la vita monacale mal si adatta al carattere estroverso e sempre allegro di Maria, e decidono di metterla alla prova. A settembre, nove mesi prima di prendere i voti, Maria viene quindi mandata a fare l'istitutrice della piccola Maria von Trapp, una bambina gracile e delicata, presso la villa del barone Georg von Trapp.
Il barone, ex comandante di sottomarini ed eroe della prima guerra mondiale, è rimasto recentemente vedovo ed è padre di sette figli. Inizialmente per Maria, che è ormai la ventiseiesima istitutrice che mette piede in quella casa, le cose non vanno molto bene. L'ostilità dei figli del barone è palese e soprattutto quelli più grandi non tollerano che qualcuno prenda il posto della madre nella loro educazione e dopo gli innumerevoli istitutori, hanno ormai perso fiducia negli adulti. Ma la dolcezza e la simpatia di Maria faranno cadere ad una ad una tutte le remore e in breve tempo la ragazza si conquisterà l'affetto di tutta la famiglia. A sua volta lei si renderà conto del profondo attaccamento che ha verso i ragazzi.
Maria, che ama la musica intrattiene i ragazzi suonando la chitarra e facendoli cantare in coro. Anche questo farà sì che tutta la famiglia si trasformi in un gruppo affiatato e che anche la ragazza si trovi a farne parte. In tutto questo però si deve scontrare con l'intransigenza e la rigidità della baronessa Matilde, la governante della casa, che non vede di buon occhio l'esuberanza di Maria e il rapporto di "complicità" che instaura con i ragazzi.
Ma un brutto giorno avviene un grave incidente. Durante alcune prove di canto che i ragazzi fanno in riva al fiume, Martina, una delle bambine più piccole della famiglia mentre gioca con Nicoletta, il suo orsacchiotto, cade in acqua e rischia di annegare. Maria si tuffa nel fiume e la salva, ma a causa del bagno la piccola si ammalerà e rischierà la polmonite. Maria si sente in colpa, per non aver controllato a sufficienza i bambini, e nonostante il suo intervento abbia salvato la vita a Martina, sa di avere fallito e ritorna disperata al convento.
A questo punto tutti nella famiglia von Trapp si rendono conto di quanto Maria sia diventata importante per loro, e la piccola Maria assieme alla sorella Giovanna andranno di nascosto al convento per convincerla a ritornare.
Passa il tempo e il barone si troverà sempre più ad affidare l'educazione di tutti i suoi figli e le decisioni importanti della casa a Maria, che lentamente verrà vista come la figura femminile di riferimento dai sette fratelli. Il barone è fidanzato con la principessa Yvonne, che però ben presto capirà che Maria, nonostante la sua giovane età, sta diventando una rivale pericolosa per lei. Effettivamente la ragazza non è indifferente al fascino del barone e questo le provoca una crisi di coscienza, visto che fino a poco tempo prima era ben decisa a prendere i voti. Anche Georg si rende conto inconsciamente che Yvonne non è la donna giusta per lui e prende tempo continuando a rinviare le nozze, nonostante la baronessa Matilde faccia di tutto perché il matrimonio si celebri al più presto. Alla fine Yvonne capisce che i bambini sono ormai profondamente affezionati a Maria e che lei non sarà quindi mai accettata da loro, quindi rompe il fidanzamento con il Barone.
Ormai sono passati nove mesi da quando Maria è entrata nella casa e nel cuore dei Trapp e si sta preparando a ritornare definitivamente in convento; i bambini sono tristi e disperati e non sanno come fare per convincerla a rimanere, quando Edwige ha un'idea: convincere il padre a sposare Maria.
La ragazza rimane profondamente turbata dalla proposta di matrimonio di Georg, ma dopo una notte passata al convento in meditazione, accetta. Anche i genitori della prima moglie di Georg prendono in simpatia Maria e acconsentono al matrimonio che si celebrerà presso la chiesa del convento di Nonnberg.
A causa del tracollo economico che attraversa l'Austria, i Von Trapp si trovano in ristrettezze economiche. Per poter guadagnare qualche soldo, la villa viene trasformata in un piccolo albergo. Una famosa cantante lirica, ospite alla villa, sente per caso i bambini cantare in coro e propone alla famiglia a di partecipare al Festival di Salisburgo.
Il coro della famiglia Trapp non è certo formato da professionisti, ma il loro entusiasmo e le canzoni popolari che interpretano, sono la medicina di cui l'Austria ha bisogno in questo momento di crisi. Inizia quindi una serie di successi, prima invitati alla radio, poi dal Presidente della Repubblica, e infine al Teatro di Vienna nella "Kleine Halle", dove incontrano il signor Wagner, un impresario statunitense che propone addirittura una tournée negli Stati Uniti. I Trapp rifiutano, ma conservano il suo biglietto da visita per ricordo.
Ma nel marzo 1938 l'Austria viene annessa alla Germania e viene invasa dai nazisti. Maria e Georg si trovano improvvisamente in un ambiente ostile: il barone infatti è un eroe di guerra e un patriota e non vuole piegarsi al governo nazista.
I Von Trapp scoprono inoltre che il loro maggiordomo Hans è un sostenitore del partito nazista e ha ricevuto l'incarico di sorvegliare il barone e la sua famiglia.
Con l'aiuto dell'amico fidato Franz,  Georg organizza la fuga: lui, Maria che nel frattempo è rimasta incinta e i suoi sette figli abbandonano con un sotterfugio la loro casa e attraversano le montagne per raggiungere l'Italia, e in un secondo tempo gli Stati Uniti, dove con l'aiuto del signor Wagner, l'impresario incontrato tempo prima, diventeranno famosi cantando le canzoni popolari della loro terra.

## Osservazioni

### Il romanzo e l'anime

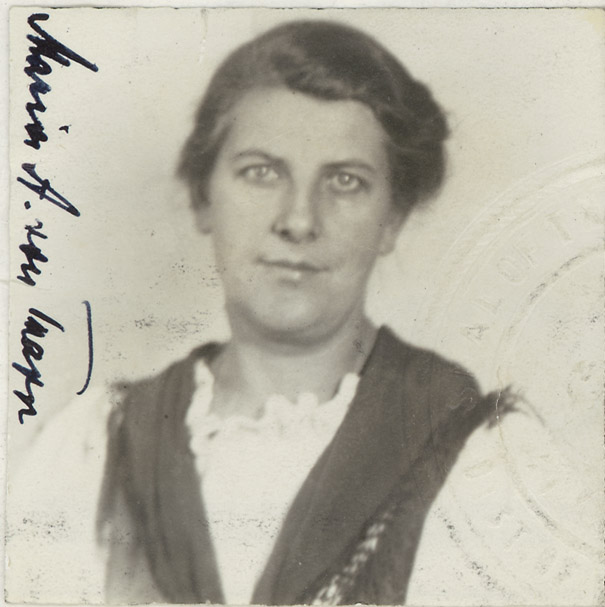
Maria von Trapp

La serie animata è tratta dalla prima parte (i primi 13 capitoli sui 33 complessivi) del romanzo autobiografico La famiglia Trapp di Maria Augusta Trapp, non è quindi direttamente paragonabile al famoso film musicale Tutti insieme appassionatamente che invece è la trasposizione cinematografica dalla commedia musicale The Sound of Music. L'anime, seguendo la tradizione del World Masterpiece Theater, è quindi più rispettoso e completo del film nel seguire la trama originale del romanzo, anche se si possono notare anche qui alcune differenze.
- Il lasso di tempo raccontato: nell'autobiografia, dal momento in cui Maria entra in convento come novizia al giorno della fuga dall'Austria, passano 14 anni, che nell'anime sono invece condensati in circa due anni[5]. La serie animata tratta quindi del primo anno in casa Trapp fino al matrimonio di Maria e poi salta la parte intermedia per arrivare al concerto al Festival di Salisburgo e all'invasione tedesca. Nel romanzo, al momento della fuga dall'Austria, i ragazzi sono quindi molto più grandi: Rupert si è appena laureato e l'episodio del rifiuto di Giovanna a fare il saluto nazista a scuola ha invece per protagonista la piccola Eleonore (Lorli), una delle due figlie che Maria ha avuto dopo il matrimonio (il bambino che Maria porta in grembo alla fine della storia, che nell'anime è il primo figlio, nell'autobiografia è invece il terzo).
- L'età di Maria: nell'originale la ragazza entra in convento a 19 anni, comincia a lavorare come istitutrice presso la famiglia Trapp a 21 e fugge con la famiglia dall'Austria a 35 anni circa, mentre nell'anime tutto questo accade quando Maria ha solamente da 18 a 20 anni.
- Ma è soprattutto la psicologia dei personaggi e la conflittualità dei loro rapporti che varia molto tra il libro e la sua trasposizione: la trama è sempre quella, ma nel libro non vi è quell'iniziale rapporto contrastato tra Maria e i sette fratelli. La ribellione preadolescenziale di Edwige (Agatha, nel libro), che la spinge ad entrare in conflitto con gli adulti (Maria e Yvonne), nel romanzo non è presente, come non lo è il rapporto problematico tra Maria e la baronessa Matilde o tra Yvonne e i ragazzi. Inoltre la profondità e l'assolutezza della fede religiosa di Maria nel romanzo (dopotutto è una aspirante suora di clausura) nell'anime è di gran lunga mitigata.

### La seconda parte del romanzo
L'anime termina con l'arrivo della famiglia Trapp in nave nel porto di New York, con una suggestiva e simbolica visione della Statua della Libertà e non tratta quindi delle avventure americane di Maria e della sua numerosa famiglia, ma alcune scene della seconda parte del romanzo sono state modificate dagli sceneggiatori ed introdotte nella serie animata.
- La mosca di Giovanna - Nell'episodio 35 ("Cantare che passione!") in cui la famiglia Trapp fa la sua esibizione nella "Kleine Halle" del teatro di Vienna, una mosca s'introduce nella bocca della piccola Giovanna, subito prima di un suo assolo di Jodl: la bambina, per non soffocare, è costretta ad ingoiarla saltando così la sua parte nella canzone. Nel romanzo la protagonista della scena è invece Maria durante un'esibizione in un importante teatro americano. Le sue successive scuse e la spiegazione di quanto è successo, susciteranno come nell'anime l'ilarità dei presenti in sala ed avvicineranno il Coro della famiglia Trapp al suo pubblico iniziando da quel momento una serie di grandi successi.
- Il viaggio nel carro funebre - Nell'anime, nell'episodio 40 ("Austria addio!") durante la drammatica fuga dall'Austria, la famiglia Trapp è costretta ad attraversare le Alpi nascosta a bordo di un carro funebre per eludere i controlli tedeschi. Nel romanzo la fuga non viene raccontata nei particolari, ma in un episodio della seconda parte, la corriera di linea che dopo un concerto avrebbe dovuto portare la famiglia Trapp alla stazione per prendere un treno e permetterle di arrivare in un'altra città per il concerto successivo, viene soppressa per l'austerity di guerra. La numerosa famiglia cerca disperatamente un mezzo di fortuna per arrivare in tempo alla stazione e l'unico che riescono a trovare è un carro funebre, che attraverserà quindi la cittadina a tutta velocità tra lo sconcerto dei passanti.

### Citazioni
L'anime, pur non essendo il remake di "Tutti insieme appassionatamente", contiene alcuni episodi e situazioni presenti nella pellicola ma non nel romanzo, che sono quindi da considerarsi citazioni del film.
- Il saluto militare di Maria - In vari episodi dell'anime, Maria "fa il verso" a Georg facendogli il saluto militare. Anche nel film a più riprese Maria fa il saluto militare a Georg per prendere in giro il suo comportamento militaresco[6]. Nel romanzo non c'è menzione del particolare.
- Conflittualità tra i personaggi - Nel romanzo non c'è traccia dell'iniziale conflittualità tra i ragazzi e Maria e la ragazza viene apparentemente accettata senza problemi da tutti i membri della famiglia. La conflittualità compare solamente nel film, soprattutto quella della quindicenne Lisl (la tredicenne Edwige nell'anime) che all'inizio non accetta la nuova istitutrice: l'anime si è quindi ispirato al film per questo particolare, trasformandolo in uno dei temi importanti della storia.
- La fuga al convento - Nell'episodio 16 ("La casa senza Maria") e nel film, Maria torna precipitosamente al convento, nell'anime dopo l'incidente che poteva costare la vita a Martina e nel film per essersi accorta di essere innamorata di Georg. Nell'anime le piccole Maria e Giovanna si recheranno di nascosto al convento per convincerla a tornare, ma non riusciranno a parlare con lei per l'opposizione delle suore. Nel film saranno invece tutti i bambini ad effettuare la "spedizione" in città di nascosto dal padre, e anche qui le suore del convento non permetteranno l'incontro con la ragazza. Nel romanzo, la "fuga" in convento di Maria non avviene: lei vorrebbe andarsene quando si rende conto dell'attrazione che ha Georg verso di lei, ma viene convinta a restare da Yvonne.
- La bandiera tagliata - Nell'episodio 39 ("Orgoglio è dignità") e nel film, Georg toglie la bandiera nazista dalla finestra della villa che era stata esposta a sua insaputa; nell'anime in seguito la taglierà in due con un coltello e nel film la strapperà a metà. Contrariamente alla grande importanza che viene data all'episodio sia nel cartone sia nel film, però, nel romanzo c'è solo un accenno al fatto che Georg non ha esposto la bandiera alla finestra contrariamente alle direttive dei nazisti.

## Personaggi principali

### Maria Kutschala
(Nel romanzo, Maria Kutschera)
18 anni - Nasce il 20 gennaio 1918 in Tirolo su un treno che stava portando la madre a Vienna. Morti i genitori mentre era ancora giovanissima va a vivere con la zia e la cugina, sposata ad un uomo violento e malato di depressione. Trascorre un'infanzia difficile e a 14 anni scappa di casa e trova lavoro come arbitro di tennis e come babysitter per potersi pagare gli studi superiori. Dopo il diploma, durante una gita in montagna, scopre la sua vera vocazione: diventare suora in un convento di clausura. Durante il noviziato le viene affidato il difficile incarico di fare per nove mesi da istitutrice alla piccola Maria di 8 anni, gracile figlia del barone Georg Von Trapp. L'inizio è difficile per l'ostilità dei figli di Georg (soprattutto di Edwige), ma col tempo riesce ad entrare in sintonia con la famiglia fino a provare un grande affetto (a sua volta ricambiato) per i bambini e ad innamorarsi del barone, non senza una grande crisi di coscienza. Dopo il matrimonio e la successiva annessione dell'Austria da parte della Germania nazista, diventerà complice di Georg nella fuga della famiglia negli Stati Uniti. Doppiata da  Masako Katsuki;  Roberta Gallina Laurenti.

### Rupert
14 anni - È il figlio maggiore di Georg ed ha appena iniziato le scuole superiori. Vorrebbe studiare per diventare medico, ma crede che il padre, eroe di guerra, voglia fare di lui un soldato, carriera per la quale non si sente portato. Dopo aver chiesto consiglio a Maria, parlerà finalmente con il padre confessandogli i suoi desideri, per scoprire che Georg desidera solamente che lui nella vita scelga liberamente la sua strada, ma facendo qualcosa di buono per il prossimo. Doppiato da  Shinobu Adachi;  Davide Garbolino

### Edwige
(Nel romanzo, Agatha)
13 anni - Ribelle, intransigente e determinata nelle sue decisioni, assieme alla sorellina Maria è inizialmente la più contraria all'ingresso dell'istitutrice Maria nella famiglia aizzandole contro i fratelli. È rimasta troppo delusa dagli altri 25 istitutori che si sono succeduti nella casa dopo la morte della madre, ed ha perso completamente la fiducia negli adulti. Inoltre non desidera che nessuna donna sostituisca la madre morta, quindi intraprende una strenua lotta contro il fidanzamento del padre con la principessa Yvonne, arrivando a fuggire di casa. Ma è proprio durante questa fuga che ha per la prima volta il suo ciclo mensile, e di fronte a questa situazione nuova ed inaspettata, è a Maria che chiede aiuto, riconoscendole implicitamente e definitivamente il ruolo di figura femminile di riferimento. Sarà quindi proprio Edwige a proporre ai fratelli ed al padre che Maria diventi la loro nuova madre. Doppiata da  Maria Kawamura; Alessandra Karpoff.

### Werner
10 anni - Contrariamente al fratello maggiore, Werner vorrebbe seguire le orme del padre, soldato e patriota. È lui che durante l'occupazione nazista, per non dover salutare gli insegnanti con "heil Hitler!" in coro con gli altri compagni di classe, suggerisce ai fratelli di gridare in sostituzione "vai a dormire!". A differenza dei suoi fratelli lui è il più goloso tutti. Doppiato da  Yōko Matsuoka;  Veronica Pivetti.

### Maria
8 anni - Timida ed introversa, è debole di cuore a causa delle stesse febbri che portarono la madre alla morte; per questo motivo non può uscire di casa per recarsi a scuola ed ha bisogno di un'istitutrice. Assieme ad Edwige è quella che più ha nostalgia della madre, inizialmente quindi ha un'avversione istintiva per Maria, che però si trasformerà ben presto in un profondo affetto, grazie alla capacità della ragazza di conquistarsi la fiducia dei bambini. Dopo il ritorno precipitoso di Maria in convento a causa del grave incidente che poteva costare la vita alla piccola Martina, è lei con la sorella Giovanna a recarsi di nascosto in città per convincere la giovane istitutrice a ritornare da loro. Ispirata da Maria, imparerà a suonare il violino usando quello appartenuto alla madre. Doppiata da  Marina Massironi.

### Giovanna
6 anni - Esuberante e sempre allegra, frequenta la prima elementare, ma è troppo piccola per fare tutta la strada fino alla scuola a piedi, quindi ottiene il permesso dal padre di rimanere a casa. Maria diventerà quindi ben presto l'istitutrice sia della piccola Maria sia di Giovanna e da questo piccolo nucleo la ragazza lentamente riuscirà a conquistarsi la fiducia di tutti gli altri fratelli. Doppiata da  Hiromi Ishikawa;  Lara Parmiani.

### Martina
(Nel romanzo Martina è la figlia più piccola del barone)
5 anni - Introversa e taciturna, nessuno l'ha mai vista separarsi da Nicoletta, il suo orsacchiotto di pezza. Per il suo comportamento maldestro, cade nel fiume e rischia di morire e a causa dell'incidente Maria ritorna in convento. Non potendo recarsi con le sorelle al convento in città per parlare con la ragazza, manda al suo posto Nicoletta, separandosene per la prima volta nella vita. E viste le rigide regole del convento, sarà proprio Nicoletta, unico messaggio che le piccole Maria e Giovanna riusciranno a fare recapitare alla loro istitutrice, a convincere Maria a ritornare. Doppiata da  Saori Suzuki;  Dominique Evoli.

### Agatha
(Nel romanzo, Edwige)
3 anni - È la figlia più piccola di Georg ed è la più discola. Ed è proprio per la profonda diversità di vedute tra Yvonne e Maria sul sistema da adottare per educare la bambina che si scatena la crisi finale che porterà Yvonne a comprendere di non essere adatta per la famiglia Trapp e a rompere il fidanzamento con Georg. Doppiata da  Naoko Watanabe;  Elisabetta Spinelli.

### Barone Georg Von Trapp
38 anni - Eroe della prima guerra mondiale e patriota, ha perso da poco la moglie ed è incapace di affrontare il compito di educare i suoi sette figli. Perciò si affida alla baronessa Matilde, che diventata la governante della casa, a sua volta assumerà senza successo innumerevoli istitutori per educare come si deve i ragazzi. Quando Maria arriva dal convento, Georg si rende presto conto delle eccezionali qualità della ragazza e piano piano le affida l'educazione di tutti i suoi figli e le decisioni importanti della casa, nonostante la contrarietà della baronessa. È però incapace di prendere una decisione riguardo alla fidanzata Yvonne, anche se inconsciamente si rende conto che è Maria la donna giusta per lui e per i suoi figli. Solo dopo la rottura del fidanzamento e la proposta di Edwige di sposare Maria, avrà il coraggio di chiedere la mano della ragazza. Doppiato da  Katsunosuke Hori;  Orlando Mezzabotta.

### Franz
Giardiniere ed autista del barone, si rivela suo grandissimo amico. Quando Georg si troverà in ristrettezze economiche per il fallimento della banca nella quale aveva depositato il suo denaro, non esiterà a dare tutti i risparmi della sua vita alla famiglia Trapp per dar loro la possibilità di trasformare la loro villa in una piccola pensione e poter guadagnare qualche soldo. Sarà Franz, assieme all'ex cameriera Mimì e al marito, ad aiutare la famiglia Trapp ad espatriare di nascosto in Svizzera, poi negli Stati Uniti, dopo l'Anschluss tedesca. Doppiato da  Stefano Albertini.

### Principessa Yvonne
Da tempo fidanzata con Georg, si attira l'intransigente ostilità dei figli del barone (soprattutto di Edwige e della piccola Maria), che non tollerano che una donna possa sostituire la madre morta. Anche Yvonne ha perso la madre da piccola e il padre si è subito risposato con un'altra donna; per questa sua esperienza sa che il suo ruolo potrà essere soltanto quello di moglie di Georg, ma non di madre per i suoi figli. Il barone invece ritiene che l'educazione dei suoi sette figli sia un fattore troppo delicato per essere affidato ad istitutori, e si aspetta da una moglie anche il ruolo di madre per i bambini. Dopo uno scontro con l'istitutrice Maria sui sistemi educativi da adottare con i piccoli e dopo aver sentito di nascosto una strano sogno che la piccola Maria racconta a Giovanna, capisce che la donna di cui i bambini hanno bisogno è Maria, e rompe il fidanzamento. Doppiata da  Eiko Hisamura;  Patrizia Scianca.

### Hans
È il maggiordomo di casa Trapp e durante l'occupazione tedesca si iscriverà al partito nazista, entrando in aperto contrasto con le idee di Georg, che però non lo licenzierà per evitare ritorsioni sulla sua famiglia. Hans è un personaggio ambiguo e complesso: è senza dubbio negativo, ma forse non tanto come Georg crede. Dopotutto ha a cuore la sorte dei bambini e di tutta la famiglia ed intercede presso il partito per evitare che vengano presi severi provvedimenti verso il barone, visto il suo comportamento non collaborativo verso il regime. Doppiato da  Cesare Rasini.

### Baronessa Matilde
Dopo la morte della moglie di Georg è stata chiamata alla villa per occuparsi dell'educazione dei bambini, che lei vuole sia consona all'importante rango sociale della famiglia. Si rende conto però che più che di tutori e di insegnanti, i bambini hanno bisogno di una madre che si occupi di loro, per questo spinge Georg a fidanzarsi con la principessa Yvonne, che lei giudica l'ideale per l'avanzamento nello status sociale della famiglia Trapp. Ma l'arrivo di Maria sconvolge i suoi piani: i bambini si affezionano alla ragazza che diventa quindi un ostacolo per l'inserimento di Yvonne nella famiglia. Matilde quindi tenterà in tutti i modi di convincere Maria a ritornare anzitempo al convento. Doppiata da  Toshiko Fujita;  Annamaria Mantovani.

### Suor Dolores
Al convento si occupa personalmente del progresso spirituale di Maria, esprimendo inizialmente forti dubbi sulle reali capacità della ragazza di adeguarsi alle rigide regole della clausura. Quando Maria ritorna al convento per meditare sulla opportunità di sposare Georg e rinunciare alla sua vocazione, Suor Dolores le ricorderà che il convento non è l'unico luogo dove si possa servire Dio, aiutandola quindi a prendere una decisione. Doppiata da  Grazia Migneco.

## Sigle
Sigle iniziali giapponesi
- Do-Re-Mi no Uta (ドレミのうた?), musica di Richard Rodgers dalla colonna sonora del film Tutti insieme appassionatamente (canzone Do-Re-Mi), interpretata da Eri Itoh e dal Children's Choir of the Forest (prima versione televisiva)
- Hohemi no Mahou (ほほえみの魔法?), interpretata da Eri Itoh (versione DVD e successive edizioni)

Sigla finale giapponese
- Ryōte wo hirogete (両手を広げて?), interpretata da Eri Itoh

Sigla tedesca
- Die singende Familie Trapp, musica della sigla giapponese Hohemi no Mahou (ほほえみの魔法?)

Sigla spagnola
- Sonrisas y lágrimas, musica di Richard Rodgers dalla colonna sonora del film Tutti insieme appassionatamente (canzone "Do-Re-Mi")

Sigla italiana
- Cantiamo insieme, musica di Carmelo Carucci, testo di Alessandra Valeri Manera, interpretata da Cristina D'Avena

Sigla francese
- La chanson du bonheur, musica di Carmelo Carucci della sigla italiana Cantiamo insieme, interpretata da Claude Lombard

## Edizioni internazionali
La serie è stata esportata in tutto il mondo e trasmessa in varie lingue:
- Arabo - لحن الحياة
- Cinese (Taiwan) - 真善美
- Francese - Les enfants du Capitaine Trapp
- Giapponese - トラップ一家物語 (torappu ikke monogatari?)
- Polacco - Rodzina Trappów
- Russo - Семья певцов фон Трапп
- Spagnolo - La Novicia Rebelde, Sonrisas y lágrimas
- Tedesco - Die singende Familie Trapp

## Edizione italiana

### Edizioni home video
In Italia venne realizzato un film di montaggio di 90 minuti: Cantiamo insieme tutti... appassionatamente, distribuito in VHS dalla Penta Video nel 1995 per la collana Bim Bum Bam Video.

### Doppiaggio
Il doppiaggio italiano è stato eseguito presso lo studio Deneb Film di Milano sotto la direzione di Donatella Fanfani. La traduzione dal giapponese è stata curata da Ilaria Gallo e i dialoghi italiani sono di Pino Pirovano, Giusy Di Martino e Maddalena Vadacca.
| Personaggi        | Voce giapponese     | Voce italiana       |
| ----------------- | ------------------- | ------------------- |
| Maria Kutschala   | Masako Katsuki      | Jasmine Laurenti    |
| Barone Von Trapp  | Katsunosuke Hori    | Orlando Mezzabotta  |
| Edvige            | Maria Kawamura      | Alessandra Karpoff  |
| Werner            | Yōko Matsuoka       | Veronica Pivetti    |
| Rupert            | Shinobu Adachi      | Davide Garbolino    |
| Giovanna          | Hiromi Ishikawa     | Lara Parmiani       |
| Martina           | Saori Suzuki        | Dominique Evoli     |
| Agata             | Naoko Watanabe      | Elisabetta Spinelli |
| Yvonne            | Eiko Yamada         | Patrizia Scianca    |
| Baronessa Matilde | Toshiko Fujita      | Annamaria Mantovani |
| Mimì              | Junko Hagimori      | Marcella Silvestri  |
| Natasha           | - non disponibile - | Dania Cericola      |
| Maria Von Trapp   | - non disponibile - | Marina Massironi    |
| Suor Dolores      | - non disponibile - | Grazia Migneco      |

## Episodi
La serie è stata prodotta in 40 episodi, trasmessi per la prima volta dal 13 gennaio al 28 dicembre 1991; in Italia è stata trasmessa nel 1994 su Italia 1 (prima tv) e Canale 5 (repliche), mentre nel 2010 è andata in onda su Hiro alle 20:35